# Phrynobatrachus giorgii
Phrynobatrachus giorgii es una especie de anfibios de la familia Phrynobatrachidae.

## Distribución geográfica
Es endémica de la República Democrática del Congo. 